# Kumihimo Iwa
Kumihimo Iwa är en kulle i Antarktis. Den ligger i Östantarktis. Norge gör anspråk på området.
Terrängen runt Kumihimo Iwa är platt. Havet är nära Kumihimo Iwa åt nordost. Trakten är obefolkad. Det finns inga samhällen i närheten.